# Női snowboard halfpipe a 2014. évi téli olimpiai játékokon
A 2014. évi téli olimpiai játékokon a snowboard női halfpipe versenyszámát február 12-én rendezték a Rosa Hutor alpesi síközpontban, Krasznaja Poljanában. Az aranyérmet az amerikai Kaitlyn Farrington nyerte. A versenyszámban nem vett részt magyar versenyző.

## Eseménynaptár
Az időpontok moszkvai idő szerint (UTC+4), zárójelben magyar idő szerint (UTC+1) olvashatóak.
| Forduló   | Időpont                    |
| --------- | -------------------------- |
| Selejtező | február 11., 14:00 (11:00) |
| Elődöntő  | február 11., 19:00 (16:00) |
| Döntő     | február 11., 21:30 (18:30) |

## Eredmények
A selejtező két futamából az első három helyezett közvetlenül a döntőbe jutott. A 4–9. helyezettek az elődöntőbe kerültek. Az elődöntőből az első hat helyezett versenyző jutott a 12 fős döntőbe. Valamennyi szakaszban két futamot rendeztek, a két futam közül a versenyzők jobb eredményeit vették figyelembe a rangsorolásnál. A jobb eredmények vastag betűvel szerepelnek. A rövidítések jelentése a következő:
- QF: a döntőbe jutott
- QS: az elődöntőbe jutott

### Selejtező
| Hely.    | R        | Versenyző           | Nemzet                 | 1. futam   | 2. futam   | Mj       |
| 1. futam | 1. futam | 1. futam            | 1. futam               | 1. futam   | 1. futam   | 1. futam |
| -------- | -------- | ------------------- | ---------------------- | ---------- | ---------- | -------- |
| 1.       | 2        | Kelly Clark         | Egyesült Államok (USA) | 92,25      | 95,00      | QF       |
| 2.       | 7        | Queralt Castellet   | Spanyolország (ESP)    | 93,25      | 52,00      | QF       |
| 3.       | 1        | Sophie Rodriguez    | Franciaország (FRA)    | 78,50      | 25,50      | QF       |
| 4.       | 4        | Li Shuang           | Kína (CHN)             | 77,75      | 54,00      | QS       |
| 5.       | 3        | Ursina Haller       | Svájc (SUI)            | 69,00      | 74,75      | QS       |
| 6.       | 6        | Sun Zhifeng         | Kína (CHN)             | 70,00      | 45,75      | QS       |
| 7.       | 12       | Alexandra Duckworth | Kanada (CAN)           | 42,25      | 69,75      | QS       |
| 8.       | 9        | Šárka Pančochová    | Csehország (CZE)       | 42,75      | 66,25      | QS       |
| 9.       | 10       | Stephanie Magiros   | Ausztrália (AUS)       | 27,25      | 57,25      | QS       |
| 10.      | 11       | Hannah Trigger      | Ausztrália (AUS)       | 51,25      | 33,00      |          |
| 11.      | 8        | Rebecca Sinclair    | Új-Zéland (NZL)        | 32,25      | 48,25      |          |
| 12.      | 13       | Nadja Purtschert    | Svájc (SUI)            | 47,50      | 20,75      |          |
| 13.      | 14       | Morena Makar        | Horvátország (CRO)     | 44,75      | 22,75      |          |
| 14.      | 5        | Holly Crawford      | Ausztrália (AUS)       | 43,00      | 33,75      |          |
| 2. futam |          |                     |                        |            |            |          |
| 1.       | 28       | Torah Bright        | Ausztrália (AUS)       | 93,00      | 93,00      | QF       |
| 2.       | 27       | Hannah Teter        | Egyesült Államok (USA) | 90,25      | 92,00      | QF       |
| 3.       | 20       | Cai Xuetong         | Kína (CHN)             | 74,25      | 88,00      | QF       |
| 4.       | 21       | Kaitlyn Farrington  | Egyesült Államok (USA) | 87,00      | 34,50      | QS       |
| 5.       | 22       | Liu Jiayu           | Kína (CHN)             | 81,50      | 83,50      | QS       |
| 6.       | 18       | Mirabelle Thovex    | Franciaország (FRA)    | 71,75      | 69,75      | QS       |
| 7.       | 17       | Rana Okada          | Japán (JPN)            | 66,00      | 69,75      | QS       |
| 8.       | 19       | Clémence Grimal     | Franciaország (FRA)    | 16,00      | 66,50      | QS       |
| 9.       | 24       | Katie Tsuyuki       | Kanada (CAN)           | 45,75      | 54,25      | QS       |
| 10.      | 16       | Ella Suitiala       | Finnország (FIN)       | 31,75      | 51,50      |          |
| 11.      | 23       | Joanna Zając        | Lengyelország (POL)    | 47,75      | 39,75      |          |
| 12.      | 26       | Mercedes Nicoll     | Kanada (CAN)           | 43,50      | 26,50      |          |
| 13.      | 25       | Verena Rohrer       | Svájc (SUI)            | 34,50      | 31,50      |          |
| –        | 15       | Arielle Gold        | Egyesült Államok (USA) | nem indult | nem indult |          |

### Elődöntő
| Hely. | R  | Versenyző           | Nemzet                 | 1. futam | 2. futam | Mj |
| ----- | -- | ------------------- | ---------------------- | -------- | -------- | -- |
| 1.    | 21 | Kaitlyn Farrington  | Egyesült Államok (USA) | 87,50    | 53,25    | QF |
| 2.    | 22 | Liu Jiayu           | Kína (CHN)             | 81,25    | 29,00    | QF |
| 3.    | 4  | Li Shuang           | Kína (CHN)             | 80,00    | 56,75    | QF |
| 4.    | 3  | Ursina Haller       | Svájc (SUI)            | 74,50    | 43,00    | QF |
| 5.    | 18 | Mirabelle Thovex    | Franciaország (FRA)    | 70,75    | 39,75    | QF |
| 6.    | 17 | Rana Okada          | Japán (JPN)            | 58,50    | 70,00    | QF |
| 7.    | 24 | Katie Tsuyuki       | Kanada (CAN)           | 55,50    | 56,25    |    |
| 8.    | 19 | Clémence Grimal     | Franciaország (FRA)    | 14,00    | 38,25    |    |
| 9.    | 6  | Sun Zhifeng         | Kína (CHN)             | 35,75    | 35,75    |    |
| 10.   | 9  | Šárka Pančochová    | Csehország (CZE)       | 34,00    | 31,50    |    |
| 11.   | 12 | Alexandra Duckworth | Kanada (CAN)           | 32,50    | 25,75    |    |
| 12.   | 10 | Stephanie Magiros   | Ausztrália (AUS)       | 26,50    | 20,50    |    |

### Döntő
| Helyezés | R  | Versenyző          | Nemzet                 | 1. futam | 2. futam |
| -------- | -- | ------------------ | ---------------------- | -------- | -------- |
| Arany    | 21 | Kaitlyn Farrington | Egyesült Államok (USA) | 85,75    | 91,75    |
| Ezüst    | 28 | Torah Bright       | Ausztrália (AUS)       | 58,25    | 91,50    |
| Bronz    | 2  | Kelly Clark        | Egyesült Államok (USA) | 48,25    | 90,75    |
| 4.       | 27 | Hannah Teter       | Egyesült Államok (USA) | 90,50    | 26,75    |
| 5.       | 17 | Rana Okada         | Japán (JPN)            | 47,75    | 85,50    |
| 6.       | 20 | Cai Xuetong        | Kína (CHN)             | 84,25    | 25,00    |
| 7.       | 1  | Sophie Rodriguez   | Franciaország (FRA)    | 77,75    | 79,50    |
| 8.       | 4  | Li Shuang          | Kína (CHN)             | 73,25    | 23,75    |
| 9.       | 22 | Liu Jiayu          | Kína (CHN)             | 15,75    | 68,25    |
| 10.      | 18 | Mirabelle Thovex   | Franciaország (FRA)    | 67,00    | 34,75    |
| 11.      | 7  | Queralt Castellet  | Spanyolország (ESP)    | 61,75    | 55,25    |
| 12.      | 3  | Ursina Haller      | Svájc (SUI)            | 48,75    | 26,75    |